# 朱英㷿
楚恭王朱英㷿（1541年—1571年），明朝第八代楚王，愍王朱顯榕的第三子。嘉靖二十四年（1545年）父亲朱顯榕遭世子朱英燿殺害，是為楚藩宮變。朱英燿被處死於北京。六年後，朱英㷿嗣位。
隆慶五年（1571年）朱英㷿薨逝，在位二十年。明沈德符《万历野获编》卷四·宗藩：《楚府前后遭变》、《楚府行勘》、《存楚》等条称朱英㷿“不男”（阳痿），曾屡次暗示其所亲厚的藩僚“如晋海西公晚年为后计”，但皆“惧祸不敢承”。沈德符乡人楚王府纪善官沈樟亭曾与朱英㷿有“鱼水之欢”，朱英㷿示以春申君、吕不韦二人传记，沈樟亭知其意，以死辞谢不敢当，遂失宠。朱英㷿后移情于其他嬖幸的男宠，后有孪生子朱華奎及朱華壁。两人被認為是他人之子假冒楚嗣，后在万历年间引发了伪楚王案。朱華奎即位後，先由兩位宗理贊理楚府事，至萬曆八年（1580年）才嗣位。

## 家庭

### 高祖父
東安恭定王朱季塛

### 曾祖父
楚靖王朱均鈋

### 祖父
楚端王朱榮㳦

### 叔父
- 二叔：保康榮康王朱顯樟
- 三叔：武岡王朱顯槐

### 父
楚愍王朱顯榕

### 兄弟
庶長兄：朱英燿

### 子
- 嫡一子：楚定王朱華奎
- 嫡二子：楚貞王朱華壁
- 庶三子：楚王朱華堞
- 庶四子：楚王朱華廛

| 前任者： 父愍王朱顯榕 | 明楚國國王 1551年－1571年 | 繼任： 叔朱顯槐 楚府宗理 |
| 前任者： 父愍王朱顯榕 | 明楚國國王 1551年－1571年 | 繼任： 子定王朱華奎      |